# غريغ باترسون
غريغ باترسون (بالإنجليزية: Greg Paterson)‏ هو لاعب كرة قدم بريطاني في مركز حراسة المرمى، ولد في 16 سبتمبر 1989 في اسكتلندا في المملكة المتحدة. لعب مع دونفرملين أثلتيك ونادي إيست فيف ونادي ستيرلينغ ألبيون.

## وصلات خارجية
- غريغ باترسون على موقع قاعدة بيانات كرة القدم.إي يو (الإنجليزية)
- غريغ باترسون على موقع Soccerbase.com (لاعب) (الإنجليزية)